# Pilularia minuta
Pilularia minuta är en klöverbräkenväxtart som beskrevs av Michel Charles Durieu de Maisonneuve. Pilularia minuta ingår i släktet Pilularia och familjen Marsileaceae.

## Bildgalleri

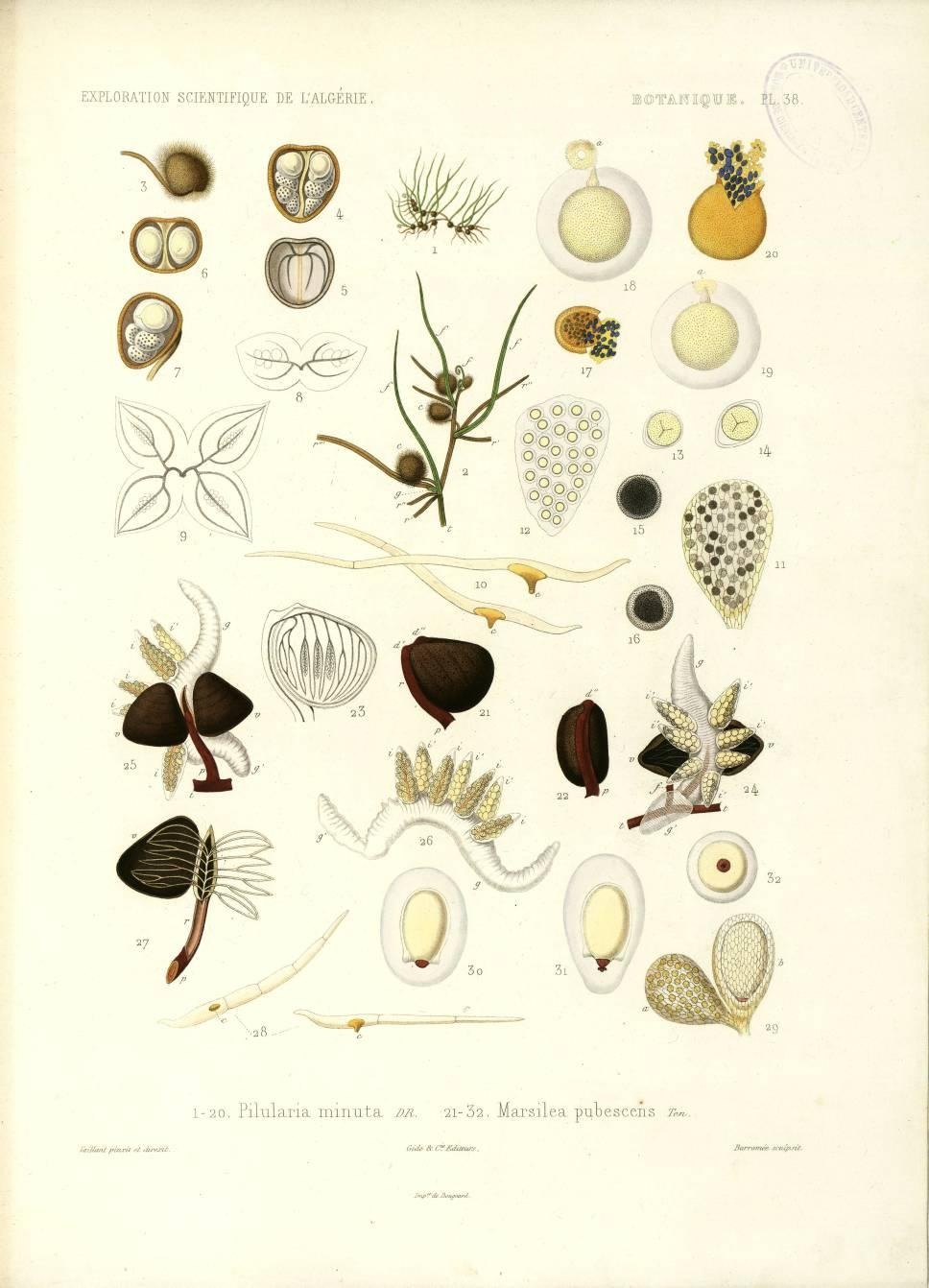